# كوكو شانيل (مسرحية)
كوكو شانيل هي مسرحية مصرية صدرت عام 2021 من إخراج هادي الباجوري، وبطولة شريهان، هاني عادل، إنجي وجدان، حنان يوسف، أيمن القيسوني، سمر مرسي وتامر حبيب.تم تصوير وتسجيل المسرحية في 2019 وهو أول عمل لشريهان بعد غياب 30 عام عن المسرح وتجسّد شريهان في هذه المسرحية شخصية كوكو شانيل وقدمت خلال المسرحية 9 استعراضات غنائية. صدرت المسرحية على منصة شاهد في 20 يوليو 2021.

## طاقم العمل
- شريهان بدور كوكو شانيل
- هاني عادل بدور كابيل
- إنجي وجدان بدور ماري
- حنان يوسف بدور الجدة
- أيمن القيسوني بدور الضابط الألماني هانز
- سمر مرسي بدور سيسيل
- تامر حبيب بدور فيليب